# Церква Матері Божої Почаївської (Кам'янець-Подільський)
Церква Матері Божої Почаївської в Кам'янці-Подільському — парафія і храм греко-католицької громади Кам'янець-Подільського деканату Кам'янець-Подільської єпархії Української греко-католицької церкви в місті Кам'янець-Подільський Хмельницької области.

## Історія церкви
Під час служіння отця Ігоря Царя було зареєстровано громаду, а у 1995–1996 роках збудовано храм Матері Божої Почаївської. Головними архітекторами проєкту були Олександр Мироненко та Василь Сарканич, за підтримки Людмили Скопінцевої та Марата Крохмального. Тимчасовий іконостас створили місцеві майстри.
Парафія розпочала свою діяльність у 1994 році, а храм освятив у 1997 році владика Михаїл Сабрига.
9 вересня 2007 року владика Василій Семенюк здійснив єпископську візитацію парафії. Цього ж дня було проголошено створення Кам'янець-Подільського протопресвітеріату, який раніше входив до складу Хмельницького.
При парафії діють численні спільноти: «Матері в молитві», «Віднова у Святому Дусі», братство «Апостольство молитви», Марійська та Вівтарна дружини. Крім того, працює благодійна їдальня, яка забезпечує безкоштовними обідами малозабезпечених та важкохворих людей.
При церкві діє церковний хор «Благовіст», заснований у 2007 році. Його репертуар налічує понад 80 творів, включаючи подільські народні пісні, колядки, щедрівки, стрілецькі пісні та шедеври української духовної музики. За свою невелику історію хор брав участь у багатьох концертах і фестивалях, присвячених церковним, міжконфесійним та мистецьким подіям як в Україні, так і за кордоном.

## Парохи
- о. Ігор Цар (1994—1997),
- о. Євген Задорожний (1997—2000),
- о. Петро Буряк (2000—2007),
- о. Антон Федик (з 2007).